# Lindan
Lindan je chlorovaný cyklický uhlovodík, který se užíval jako pesticid.

## Vlastnosti
Z chemického hlediska se jedná o gama izomer hexachlorcyklohexanu. Za běžných podmínek jde o bílý prášek lehce zatuchlého zápachu. Lindan je dobře rozpustný v organických rozpouštědlech a tucích. Je považován za perzistentní organickou látku a je zařazen na seznam Stockholmské úmluvy.

## Zdravotní rizika
Vystavení lindanu u lidí vyvolává bolesti hlavy, podráždění sliznic, svalovou ochablost, poruchy jater. Mezinárodní agentura pro výzkum rakoviny (IARC) ho klasifikovala jako možný karcinogen pro člověka, tedy skupiny 2B.

## Zajímavosti
V Československu se lindan vyráběl v podniku Spolana Neratovice. V roce 1965 pak bylo zavedeno zpracování odpadů z výroby lindanu na výrobu pesticidu 2,4,5-T, který pak Československo prostřednictvím podniku zahraničního obchodu prodávalo přes prostředníka na americké letecké základny ve Vietnamu pro míchání Agent Orange.
Lindanem je silně kontaminován bývalý sklad pesticidů v Lubech u Klatov. Riziková analýza prokázala také kontaminaci zdrojů podpovrchové vody a doporučila, aby vlastníci studen byli upozorněni na zdravotní rizika spojená s případnou konzumací vody.

## Regulace
Jeho výroba a použití v České republice je zakázána. V květnu 2009 bylo v Ženevě na 4. konferenci smluvních stran Stockholmské úmluvy rozhodnuto o zařazení lindanu na černou listinu úmluvy o perzistentních organických látkách. V červnu 2015 ho WHO zařadila spolu s DDT na seznam karcinogenních látek. Podle IARC jsou všechny HCH izomery zařazeny na seznam potencionálních karcinogenů. Dle americké organizace EPA jsou α-HCH a lindan (γ-HCH) pravděpodobně karcinogenní pro člověka, β-HCH potencionální karcinogen pro člověka a δ-HCH a ε-HCH nevykazují dostatečné limity pro lidskou karcinogenitu.

## Izomery

α-HCH
β-HCH